# Antonia Heredia Herrera
Antonia Heredia Herrera (Sevilla, 4 de noviembre de 1934 - 9 de octubre de 2024) fue una historiadora y archivera (o archivista) española, docente y teórica de referencia en materia archivística. Miembro de numerosas comisiones y grupos de trabajo que han impulsado la normalización y desarrollo teórico de la gestión de documentos. Fue Doctora en Historia de América por la Universidad de Sevilla, con premio extraordinario, con su tesis sobre La renta del azogue en Nueva España (1709-1751). Su labor profesional y aportación a la archivística obtuvo reconocimiento tanto a nivel nacional como internacional, con múltiples condecoraciones y premios como se indicará a continuación.
En cuanto a su vida personal, contrajo matrimonio con el profesor e historiador José Joaquín Real Díaz.

## Trayectoria
Ingresó por oposición en el Cuerpo Facultativo de Archiveros del Estado español en 1962 quedando vinculada primero al Ministerio de Educación y después al Ministerio de Cultura. Inició su actividad profesional en el Archivo General de Indias donde permaneció durante 30 años, siendo responsable de los siguientes fondos: Audiencia de Filipinas, Audiencia de Quito, Correos Marítimos, Capitanía General de Cuba y Consulados Mercantiles. De todos ellos ha publicado sus correspondientes guía e inventario.
En 1972 fue nombrada directora del Archivo de la Diputación Provincial de Sevilla, cargo que ocupa hasta 1995. Ahí diseñó y dirigió el "Plan de Organización de Archivos Municipales de la provincia de Sevilla" cuyos resultados están publicados en la colección “Archivos municipales sevillanos” (volúmenes con los inventarios realizados en los ayuntamientos). Posteriormente, promovió la creación de los archiveros de zona.
Entre 1995 y 2004 ocupó la Dirección del Archivo General de Andalucía, por concurso de méritos, y su participación en la redacción del texto del Reglamento de Archivos Andaluces de 2000. Ha sido vocal de la Comisión Andaluza Calificadora de Documentos Administrativos y vocal de la Comisión de Valoración del Consejo Internacional de Archivos.
En este contexto profesional, también ha destacado su labor docente en archivística. Ha participado como profesora en la mayoría de los másteres en archivística programados por universidades españolas, ha codirigido durante siete ediciones el Máster de Gestión documental y administración de archivos de la Universidad Internacional de Andalucía (sede La Rábida). Iberoamérica (Argentina, Brasil, Colombia, Costa Rica, Chile, México, Perú, Uruguay, Venezuela) ha sido marco importante para su actividad docente, incrementada por la frecuente asistencia a congresos organizados por esos países, a los que también hay que sumar Portugal.
A lo largo de su vida profesional han ocupado una atención preferente la descripción archivística y la terminología. Aspectos en los que ha profundizado al ritmo de la evolución, del desarrollo y de los cambios de la archivística: del documento en soporte papel al electrónico, de los archivos históricos a los sistemas de archivos, de los instrumentos de descripción a los modelos conceptuales de descripción, de la gestión documental de los archivos a la gestión documental de las organizaciones y a la actual gestión de documentos electrónicos, del documento a la información.
Ha sido ponente en numerosos congresos y jornadas y ha publicado multitud de trabajos sobre organización, terminología, descripción y valoración, así como de diversos aspectos de la investigación archivística,además de numerosos textos divulgativos en medios de comunicación.
En 2004 concluyó su carrera administrativa con 52 años de ejercicio profesional. Sin embargo, desde entonces no ha cesado su contribución científica en congresos, jornadas y publicaciones archivísticas tanto españolas como iberoamericanas.

## Nombramientos y membresías
En 1985 fue nombrada Académica de la Real Academia Hispano Americana de Ciencias, Artes y Letras, corporación de ámbito nacional y dependencia orgánica del Ministerio de Asuntos Exteriores de España, cuyo objetivo fundacional encomendado en 1909 por S. M. el Rey Alfonso XIII, es la promoción de los lazos culturales entre España y las naciones hermanas de Hispanoamérica; y en 2014 es igualmente nombrada Académica de la Real Academia de Nobles Artes de Antequera (2014).
Es igualmente archivera de la Mesa de Trabajo de Archivos de Administración Local Española (1988-), órgano colegiado profesional no gubernamental integrado por archiveros de Ayuntamientos y Diputaciones españolas, y cuyos objetivos son: compartir experiencias profesionales, uniformar criterios técnicos, y analizar y diseñar metodologías para la gestión de documentos. Las publicaciones de este órgano colegiado han contribuido al desarrollo de la Archivística española, abriendo canales de comunicación inéditos con las instituciones.
Desde 1991 es vocal de la Cátedra General Castaños, adscrita a la Capitanía General de la Región Militar Sur de España, y cuya finalidad es favorecer el estudio y la investigación de carácter histórico, artístico y cultural en el ámbito español y de los países de raíz cultural hispana.

## Contribuciones intelectuales
En el Archivo General de Indias (1954 a 1983) fue responsable de los fondos documentales de la Audiencia de Quito, Audiencia de Filipinas, Consulados, Capitanía General de Cuba y Dirección General de Correos marítimos. La descripción de una parte de los cedularios indianos (registros de todas las disposiciones de la Corona española para las Indias/América) dio como resultado, además del instrumento de descripción correspondiente, un estudio diplomático de la tipología de sus documentos. La descripción fue también el objetivo para una de las series más importantes conservadas en el Archivo General de Indias y el resultado de la edición de un Catálogo de consultas del Consejo de Indias, desde 1525 a 1676, integrado por 14 volúmenes con más de 30.000 documentos descritos.
Abordó igualmente la organización y descripción de dos fondos documentales de instituciones mercantiles: el Consulado de cargadores a Indias (1543-1860) y el Consulado marítimo y terrestre de Sevilla (1784-1860) que dieron lugar a los correspondientes inventarios que se completaron con dos trabajos de investigación y 20 artículos.
En el Archivo de la Diputación Provincial de Sevilla (1972-2004) impulsó el primer plan en España de organización y descripción de archivos municipales de la provincia de Sevilla, para aquellos ayuntamientos que carecían de archivero. El resultado fue un total de 70 inventarios que formaron editorialmente la colección “Archivos municipales sevillanos”. Durante este periodo y bajo su dirección, también fueron clasificados e inventariados los fondos de los hospitales y de los centros benéficos fundados en la Edad Media y que al llegar el siglo XIX fueron vinculados a las Diputaciones provinciales. Fue responsable de una edición facsímil de los documentos colombinos conservados por la familia del Duque de Alba que hacen un total de veinte, de los cuarenta y tres existentes en el mundo. Promovió el premio de investigación “Nuestra América” convocado anualmente y puso en marcha la colección de bolsillo “Arte Hispalense” que ha superado los cien títulos.
Igualmente durante este periodo fue directora de la Revista Archivo Hispalense, publicación cuyos contenidos incluyen desde los temas literarios e históricos a los artísticos, sin más acotación que el marco geográfico ceñido a los límites del antiguo Reino de Sevilla. En esta revista hay que contemplar dos etapas: en la primera época, que abarca desde 1886 a 1888 se editan cuatro tomos para interrumpirse hasta 1943, fecha en que se retoma su publicación, vinculándose desde entonces a una institución pública: la Diputación Provincial de Sevilla.
En el Archivo General de Andalucía (1995-2004) participó en la elaboración de textos legales y reglamentarios como el Reglamento del Sistema Andaluz de Archivos (2000); las órdenes de desarrollo de la Comisión Calificadora de Documentos Administrativos; la Ley de Documentos, Archivos y Patrimonio documental de la Junta de Andalucía. Fue responsable de la elaboración, edición y actualización del Censo de Archivos Andaluces y de sus fondos documentales, aplicando las normas internacionales de descripción. Reunió la bibliografía archivística andaluza que fue editada en esa primera recopilación con previsión de actualización.

## Publicaciones científicas
A continuación se citan sus monografías más destacadas:
- 1978. La renta del azogue en Nueva España (1709-1751). Sevilla: Escuela de Estudios americanos. Consejo Superior de Investigaciones científicas.
- 1985. Recopilación de estudios de Diplomática indiana. Sevilla: Diputación Provincial.
- 1986. Archivística General. Teoría y práctica. Sevilla: Diputación Provincial.
- 1992. La Lonja de mercaderes. El cofre para un tesoro singular. Sevilla. (Diputación Provincial, Ed.) Colección “Arte Hispalense", 59.
- 1995. La norma ISAD (G): estudio, análisis y alternativas. Madrid: ANABAD.
- 2000. Guía del Archivo General de Andalucía y catálogo de sus fondos y colecciones. Sevilla: Junta de Andalucía.
- 2007. ¿Qué es un archivo? Gijón: TREA.
- 2011. Lenguaje y vocabulario archivísticos: algo más que un diccionario. Sevilla: Junta de Andalucía.
- 2013. Manual de Archivística básica. Gestión y sistemas. Puebla de los Ángeles - México: Universidad Autónoma de Puebla.

A ello se suman numerosos artículos en publicaciones periódicas.

## Reconocimientos
En 2020, Antonia Heredia Herrera fue incluida en el proyecto de la Subdirección General de Archivos Estatales titulado Mujeres Investigadoras en los Archivos Estatales (1900-1970). Esta iniciativa fue impulsada por el Ministerio de Cultura y su objetivo es reconocer y poner en valor las contribuciones de aquellas mujeres que desarrollaron investigaciones en los diferentes archivos estatales a principios del siglo XX.
Además, recibió otras distinciones y condecoraciones:
- Socia de honor de la Asociación Venezolana de Archiveros, en 1985.[2][3]
- Miembro de honor de la Casa de la Cultura Ecuatoriana Benjamín Carrión, en 1991.[2][3]
- Personaje andaluz distinguido con motivo del Día de Andalucía, en 2004.[2][3]
- Gran Cruz de Caballero de la Orden del Senado de Colombia, en 2007. [Resolución 113/2007, de 7 de mayo][2][3]
- Socia de honor de la Asociación Asturiana de Archiveros y Gestores de Documentos (AAPA), en 2007. [Acuerdo de 3 de diciembre de 2007].[2][3]
- Medalla de Oro de la Ciudad de Sevilla, en 2008. [Resolución de 16 de mayo de 2008].[2][3]
- Medalla de Asociación Española de Archiveros, Bibliotecarios, Arqueólogos y Documentalistas (ANABAD), en 2008.[2][3]
- Socia de honor de la Asociación Uruguaya de Archivólogos, en 2009. [Acuerdo plenario de 3 de diciembre de 2009].[2][3]
- Medalla de Oro de la Provincia de Sevilla, en 2010. Acuerdo 29 de abril de 2010 de la Diputación Provincial de Sevilla.[2][3]
- Distinguida con la Bandera de Andalucía, en 2015.[15]
- Socia de honor de la Asociación de Archiveros de Andalucía (AAA).[2][3]
- Premio de Honor de la Asociación de Archiveros de Castilla y León (ACAL). Salamanca, 2018.[16]